# Monastère de Gandantegchinlin

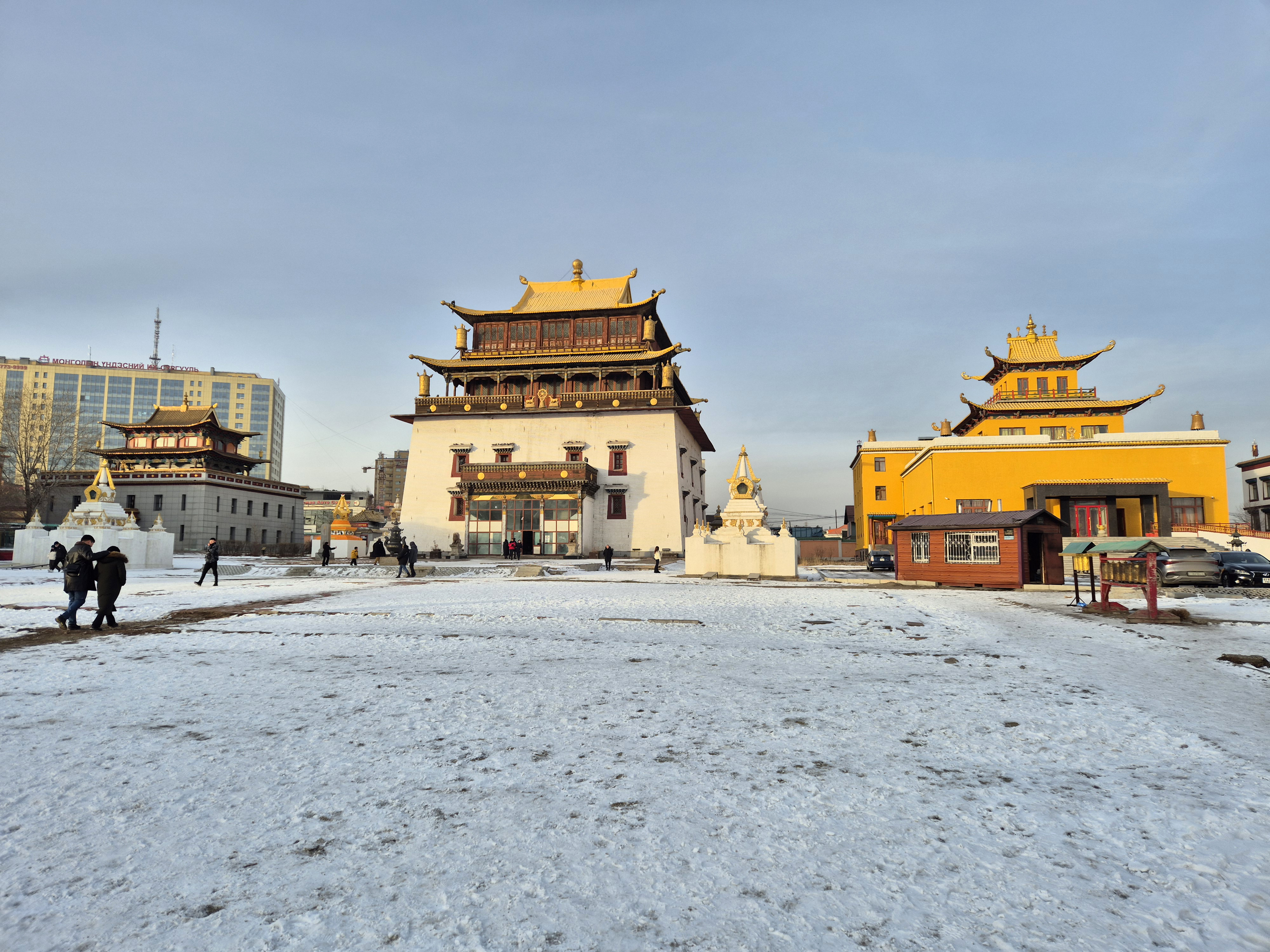
Monastère de Gandantegchinlin

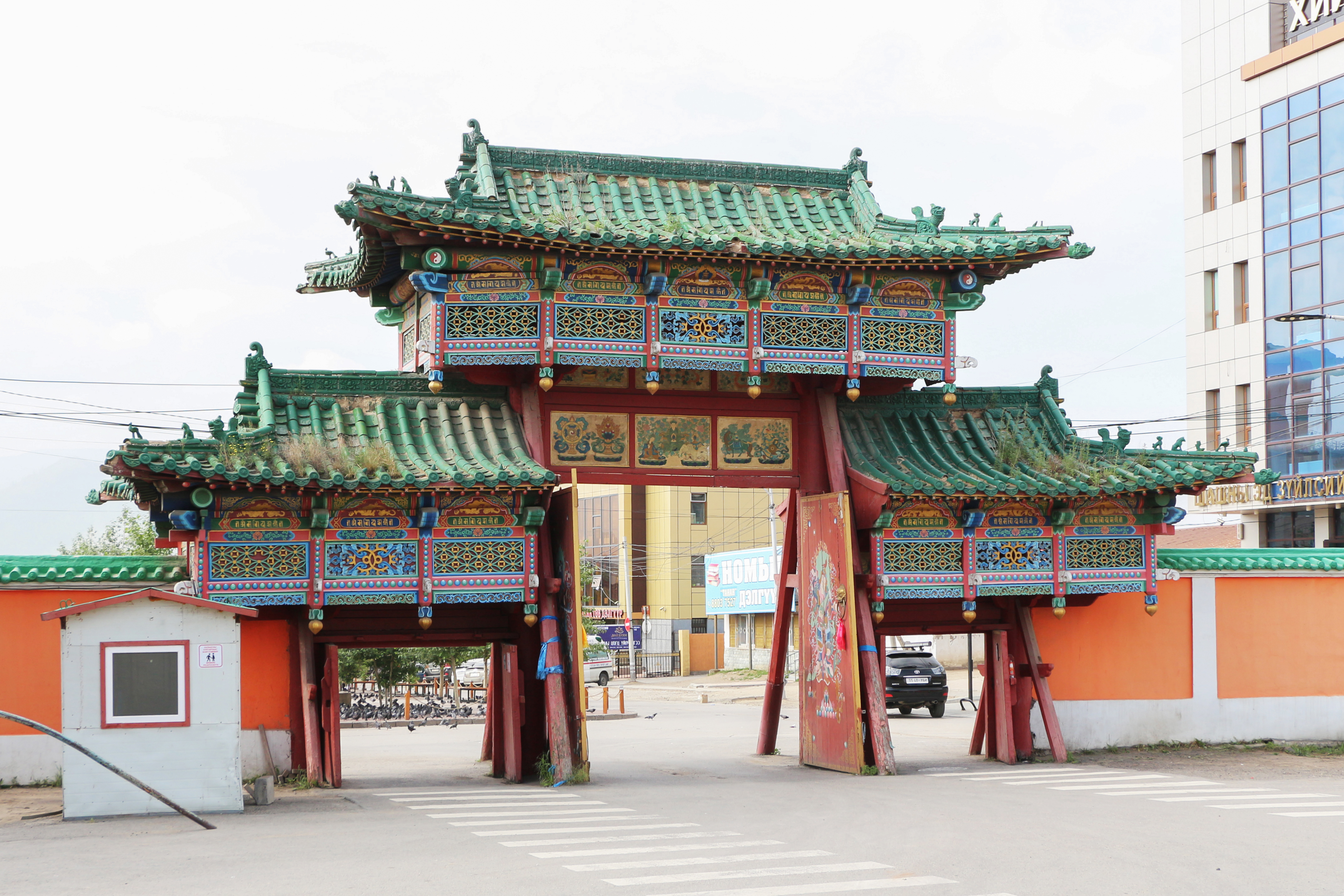
L'entrée principale du monastère

Le monastère de Gandantegchinlin (mongol : Гандан тэгчинлин хийд, Gandantegchinlin khiid ; tibétain : དགའ་ལྡན་ཐེག་ཆེན་གླིང, dga'-ldan theg chen gling), anciennement connu sous le nom de monastère de Gandan, est un monastère bouddhiste de style tibétain situé à Oulan-Bator, capitale de la Mongolie. Son nom d'origine tibétaine peut être traduit par « la Grande Place de la Joie complète ». On dénombre actuellement plusieurs centaines de moines qui y résident. Restauré et revivifié à partir des années 1990, il contient une statue de Megjid-Janraiseg (le bodhisattva Avalokiteshvara) de 26,5 mètres de haut (82 pieds). En 1994, il est placé sous le contrôle de l'État mongol.
Construit en 1809 sous le nom de Shar sum (littéralement : « le monastère Jaune ») par le 5e javzandamba, alors plus haut lama dans la hiérarchie du clergé mongol, il prit son nom actuel en 1838. Il devient dès lors le principal centre d'enseignement bouddhique en Mongolie. 
En 1904, le 13e dalaï-lama résida dans l'un des temples de ce monastère. 
Dans les années 1930, le régime communiste de Mongolie, sous la direction d'Horloogiyn Choybalsan et la pression insistante de Staline, détruit plus de 700 monastères et fait massacrer plus de 10 000 moines bouddhistes. Toutefois, le monastère de Gandantegchinlin échappa à la destruction. Il est fermé en 1938 mais ouvre à nouveau en 1944 et est autorisé à continuer à fonctionner comme monastère bouddhique, en effectif réduit, et prend le nom de monastère de Gandan (ou Ganden) en hommage à la religion et la culture mongoles traditionnelles. La chute du régime communiste en Mongolie en 1990 voit la fin des restrictions du culte.

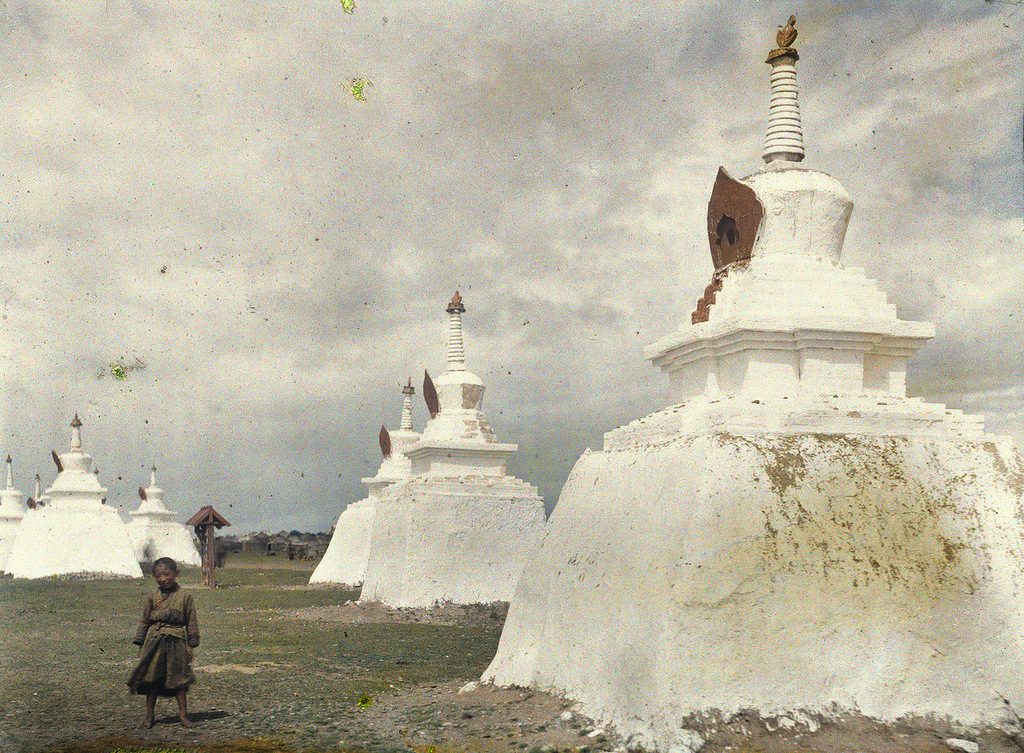
Monastère de Gandantegchinlin, 1913

La statue originelle, faite de cuivre, avait été érigée en 1911 grâce à des emprunts auprès de la population mongole dans le but de faire recouvrer la vue au bogdo javzandamba (8e jebtsündamba), également connu comme bogdo khan et qui avait pris le titre d'empereur de Mongolie. La fabrication de la statue avait été menée à bien par Chin Wan Khanddorj, principal ministre du bogdo javzandamba. Les troupes soviétiques démantelèrent la statue en 1937 (les débris de la statue auraient par la suite servi à confectionner des balles lors du siège de Léningrad). À la suite de la chute des régimes communistes, la statue de Megjid-Janraiseg fut reconstruite en 1996 grâce à des dons d'or venus du Népal et du Japon. Ornée d'or et de près de 2 286 pierres précieuses, la statue pèse plus de 20 tonnes et est recouverte de près de 100 kg de vêtements de soie.
Le 23 novembre 2016 lors d'une visite en Mongolie à l'invitation du monastère, le 14e dalaï-lama a annoncé sa conviction que le 9e Jebtsundamba Khutughtu a repris naissance en Mongolie et qu'un processus pour identifier le 10e a commencé.

## Divers
- Une partie du tournage du film Le Concile de pierre s'est effectué dans ce monastère.